# Passos Maia
Passos Maia es un municipio brasileño del estado de Santa Catarina. Tiene una población estimada al 2022 de 4 034 habitantes. Está ubicado en la frontera del Estado de Paraná.

## Toponimia
El nombre Passos Maia, es en honor a un exalcalde de Chapecó.

## Historia
La localidad está habitada por descendientes italianos, cablocos e indígenas. Esta ya era habitada por mestizos cuando llegaron los primeros italianos en 1940. 
Logró su emancipación como municipio el 12 de diciembre de 1991, separándose de Ponte Serrada.
En el municipio se encuentra el Parque nacional de las Araucarias, reserva natural creada en 2005 con una extensión de 12 841 hectáreas.